# Via Habsburg

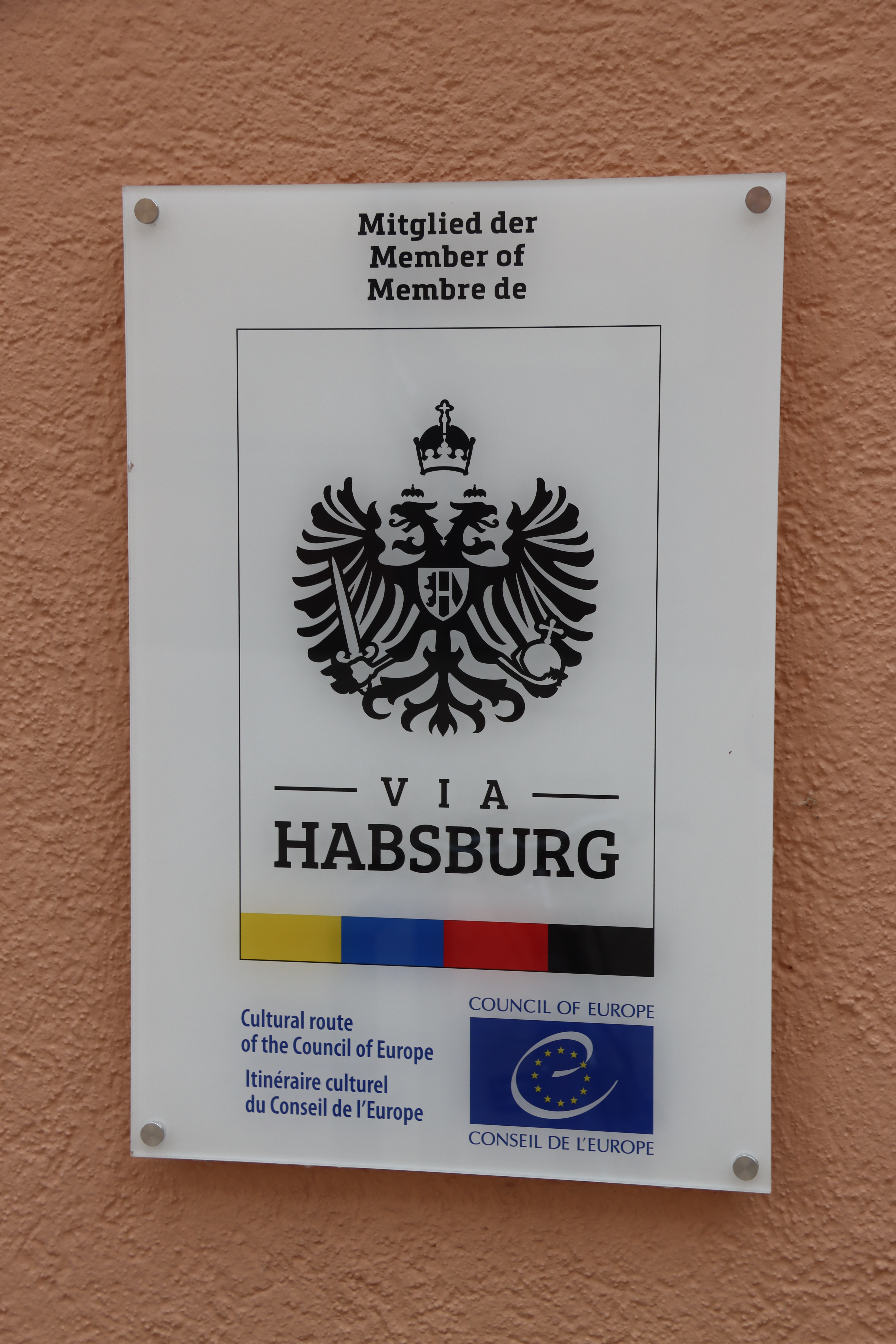
Via Habsburg in Spiers

De Via Habsburg is sinds 2014 een Europese Culturele Route van de Raad van Europa. De route over een duizendtal kilometer loopt in de voetsporen van de Habsburgers van Frankrijk tot Montenegro. Ze verbindt Habsburgse plekken, waaronder Basel, Freiburg, Innsbruck, Schloss Hof, Speyer,...